# Phellinus spinescens
Phellinus spinescens är en svampart som beskrevs av J.E. Wright & G. Coelho 1996. Phellinus spinescens ingår i släktet Phellinus och familjen Hymenochaetaceae.   Inga underarter finns listade i Catalogue of Life.